# Боа-Ора
Боа-Ора (порт. Boa Hora) — муниципалитет в Бразилии, входит в штат Пиауи. Составная часть мезорегиона Север штата Пиауи. Входит в экономико-статистический микрорегион Байшу-Парнаиба-Пиауиенси. Население составляет 6296 человек на 2010 год. Занимает площадь 337,568 км². Плотность населения — 18,65 чел./км².

## Демография
Согласно сведениям, собранным в ходе переписи 2010 г. Национальным институтом географии и статистики (IBGE), население муниципалитета составляет:
| Полное население                               | Полное население                               | Полное население                               | Полное население                               | 6296  |
| ---------------------------------------------- | ---------------------------------------------- | ---------------------------------------------- | ---------------------------------------------- | ----- |
| в том числе:                                   | Городское население                            | 1524                                           | Процент городского населения, %                | 24,21 |
|                                                | Сельское население                             | 4772                                           | Процент сельского населения, %                 | 75,79 |
|                                                | Мужское население                              | 3204                                           | Процент мужского населения, %                  | 50,89 |
|                                                | Женское население                              | 3092                                           | Процент женского населения, %                  | 49,11 |
| Плотность населения, чел/км²                   | Плотность населения, чел/км²                   | Плотность населения, чел/км²                   | Плотность населения, чел/км²                   | 18,65 |
| Население муниципалитета в % к населению штата | Население муниципалитета в % к населению штата | Население муниципалитета в % к населению штата | Население муниципалитета в % к населению штата | 0,20  |

По данным оценки 2016 года, население муниципалитета составляет 6599 жителей.

## Статистика
- Валовой внутренний продукт на 2003 год составляет 12 285 157 реалов (данные: Бразильский институт географии и статистики).
- Валовой внутренний продукт на душу населения на 2003 год составляет 2178,61 реалов (данные: Бразильский институт географии и статистики).
- Индекс развития человеческого потенциала на 2000 год составляет 0,536 (данные: Программа развития ООН).